# Organisme d'intérêt public
Ne doit pas être confondu avec établissement d'utilité publique ou groupement d'intérêt public.
En droit belge, un organisme d'intérêt public, en abrégé O.I.P., désigne, au sens large, une personne morale de droit public créée par une loi, un décret ou une ordonnance et à qui est confiée la gestion d'un service public.

## Statut juridique
Il n'existe pas de régime juridique commun à l'ensemble des organismes d'intérêt public et chaque organisme est régi par la norme légale particulière qui l'institue. Ils peuvent par exemple prendre la forme d'un établissement public, d'une entreprise publique autonome, d'une société ou d'une association de droit public ou encore d'une personne morale sui generis.
Ils sont dotés d'une personnalité juridique distincte de celle du pouvoir public qui les a créés et bénéficient en général d'une certaine autonomie de gestion, tout en restant soumis à un contrôle de tutelle de la part du gouvernement compétent.
Au sens strict, la notion renvoie aux organismes régis par la loi du 16 mars 1954 relative au contrôle de certains organismes d'intérêt public. Ils sont classés en quatre catégories, selon leur degré d'autonomie :
- Liste des organismes d'intérêt public de catégorie A : leur degré d'autonomie est le plus limité, ils sont sous l’autorité directe (et non par tutelle) d’un ou plusieurs ministre(s). Le contrôle de leur statut financier relève directement du Corps interfédéral de l'Inspection des finances[1].
- Liste des organismes d'intérêt public de catégorie B
- Liste des organismes d'intérêt public de catégorie C
- Liste des organismes d'intérêt public de catégorie D

Il existe des organismes d'intérêt public tant au niveau de l’État fédéral qu'au niveau des communautés et des régions. Ils sont parfois également qualifiés d'organismes parastataux, paracommunautaires ou pararégionaux selon l'autorité dont ils dépendent fonctionnellement.

## Principaux organismes d'intérêt public

### Au niveau de l’État fédéral
L'administration fédérale comprend 5 organisations tel que prévu par la loi du 22 juillet 1993: les services publics fédéraux (SPF), les services publics de programmation (SPP), les établissements scientifiques, les institutions publiques de sécurité sociale (IPSS) tel que l'ONEM et l'ONSS, et enfin les organismes d'intérêt public (OIP). Les OIP sont attachés à un (ou plusieurs) SPF mais jouissent d’une plus ou moins grande autonomie selon les cas.
Ils sont divisés en 4 types :
- type A : ils sont sous l’autorité d’un ou plusieurs ministre(s)
  - Agence fédérale d'accueil des Demandeurs d'Asile
  - Agence fédérale des médicaments et des produits de santé
  - Agence fédérale pour la sécurité de la chaîne alimentaire
  - Bureau fédéral du plan
  - Régie des Bâtiments
- type B : tout comme les types C et D ces OIP ont un organe de gestion pour autorité et sont sous la tutelle ou le contrôle d’un ou plusieurs ministre(s).
  - Agence des appels aux services de secours (n°112)
  - Centre fédéral d’expertise des soins de santé
  - Institut géographique national
  - Institut pour l’égalité des femmes et des hommes
  - Office central d’Action sociale et culturelle du Ministère de la Défense
  - Orchestre national de Belgique
  - Théâtre royal de la Monnaie
  - War Heritage Institute
- type C
  - Office de contrôle des mutualités et des unions nationales de mutualités
  - Agence fédérale de contrôle nucléaire
  - Bureau de normalisation
  - Office national du Ducroire
- type D[2]

### En Région de Bruxelles-Capitale
Les principaux organismes pararégionaux qui dépendent fonctionnellement de la Région de Bruxelles-Capitale sont (par ordre alphabétique) :
- l'Agence régionale pour la Propreté[5] (Bruxelles-Propreté), organisme d'intérêt public régi par l'ordonnance du 19 juillet 1990 (M.B. du 25.09.1990)
- l'Agence du Stationnement de la Région de Bruxelles-Capitale[6] (Parking.Brussels), société anonyme de droit public régie par l'ordonnance du 22 janvier 2009 (M.B. du 30.01.2009)
- le Service d'Incendie et d'Aide médicale urgente de la Région de Bruxelles-Capitale (SIAMU), organisme d'intérêt public régi par l'ordonnance du 19 juillet 1990 (M.B. du 05.10.1990)
- Paradigm (anciennement CIRB), organisme d'intérêt public régi par la loi du 21 août 1987 (M.B. du 26.09.1987)
- le Fonds bruxellois de Garantie[7], établissement public régi par l'ordonnance du 22 avril 1999 (M.B. du 14.10.1999)
- le Fonds pour le Financement de la Politique de l'Eau[8], organisme d'intérêt public régi par l'ordonnance du 28 juin 2001 (M.B. du 13.11.2001)
- le Fonds Régional bruxellois de Refinancement des Trésoreries communales[9] (FRBRTC), organisme d'intérêt public régi par l'ordonnance du 8 avril 1993 (M.B. du 12 mai 1993)
- l'Institut bruxellois pour la Gestion de l'Environnement (IBGE - Bruxelles-Environnement), organisme d'intérêt public régi par l'arrêté royal du 8 mars 1989 (M.B. du 24.03.1989)
- I'Institut d’Encouragement de la Recherche Scientifique et de l’Innovation de Bruxelles[10] (IRSIB - Innoviris), organisme d'intérêt public régi par l'ordonnance du 26 juin 2003 (M.B. du 29.07.2003)
- l'Office régional bruxellois de l'Emploi (ORBEM - Actiris), organisme d'intérêt public régi par l'ordonnance du 18 janvier 2001 (M.B. du 13.04.2001)
- le Port de Bruxelles, société anonyme de droit public régie par l'ordonnance du 3 décembre 1992 (M.B. du 21.01.1993)
- la Société de Développement pour la Région de Bruxelles-Capitale (SDRB - Citydev.Brussels), société de droit public régie par l'ordonnance du 20 mai 1999 (M.B. du 29.07.1999)
- la Société du Logement de la Région bruxelloise (SLRB), société anonyme de droit public régie par les articles 34 et suivants du Code bruxellois du Logement
- la Société Régionale d'Investissement de Bruxelles[11], société anonyme de droit public régie par la loi du 2 avril 1962 (M.B. du 18.04.1962)
- la Société des Transports Intercommunaux de Bruxelles (STIB), association de droit public régie par l'ordonnance du 22 novembre 1990 (M.B. du 28.11.1990)

### En Région wallonne
Les principaux organismes pararégionaux qui dépendent fonctionnellement de la Région wallonne sont (par ordre alphabétique) :
- l'Agence de Stimulation économique (ASE), société anonyme de droit public régie par le décret-programme du 23 février 2006 (M.B. du 07.03.2006)
- l'Agence de Stimulation Technologique (AST), société anonyme de droit public régie par le décret-programme du 23 février 2006 (M.B. du 07.03.2006)
- l'Agence wallonne des Télécommunications (AWT), établissement public régi par le décret du 25 février 1999 (M.B. du 16 mars 1999)
- l'Agence wallonne pour la promotion d'une agriculture de qualité (APAQ-W), organisme d'intérêt public régi par le décret du 19 décembre 2002 (M.B. du 28.01.2003)
- l'Agence wallonne pour une Vie de Qualité (AVIQ), organisme d’intérêt public régi par le décret du 3 décembre 2015[13]
- l'Agence wallonne à l'Exportation et aux Investissements étrangers (AWEX), organisme d’intérêt public régi par le décret du 2 avril 1998 (M.B. du 10.04.1998)
- les centres hospitaliers psychiatriques "du Chêne aux Haies" et "Les Marronniers", organismes d'intérêt public régis par le décret du 6 avril 1995 (M.B. du 05.07.1995)
- le Centre régional d'Aide aux Communes (CRAC), service autonome décentralisé doté de la personnalité juridique et régi par le décret du 23 mars 1995 (M.B. du 05.04.1995)
- le Centre wallon de Recherches agronomiques (CRAW), organisme d'intérêt public régi par le décret du 3 juillet 2003 (M.B. du 18.07.2003)
- le Commissariat général au Tourisme (CGT), organisme d'intérêt public régi par le décret du 27 mai 2004 (M.B. du 24.08.2004)
- la Commission wallonne pour l'Énergie (CWaPE), organisme autonome doté de la personnalité juridique et régi par le décret du 12 avril 2001 (M.B. du 01.05.2001)
- l'Institut du Patrimoine wallon (IPW), organisme d'intérêt public régi par les articles 127 et suivants du CWATUPE
- l'Institut scientifique de Service public (ISSEP), organisme d'intérêt public régi par le décret du 7 juin 1990 (M.B. du 16.10.1990)
- l'Institut wallon de formation en alternance et des indépendants et petites et moyennes entreprises (IFAPME), organisme d'intérêt public régi par le décret du 17 juillet 2003 (M.B. du 05.08.2003)
- l'Institut wallon de l’Évaluation, de la Prospective et de la Statistique (IWEPS), organisme d'intérêt public régi par le décret du 4 décembre 2003 (M.B. du 31.12.2003)
- l'Office wallon de la Formation professionnelle et de l'Emploi (FORem), organisme d'intérêt public régi par le décret du 6 mai 1999 (M.B. du 08.07.1999)
- les ports autonomes de Liège (PAL), de Charleroi (PAC), de Namur (PAN) et du Centre et de l'Ouest (PACO), organismes d'intérêt public régis respectivement par la loi du 21 juin 1937 (M.B. du 12.07.1937), la loi du 12 février 1971 (M.B. du 08.04.1971), la loi du 20 juin 1978 (M.B. du 19.07.1978) et le décret du 1er avril 1999 (M.B. du 18.06.1999)
- la Société publique d'Aide à la Qualité de l'Environnement (SPAQuE), société publique à forme commerciale régie par le décret du 27 juin 1996 (M.B. du 02.08.1996)
- la Société publique de Gestion de l'Eau (SPGE), société anonyme de droit public régie par les articles 331 et suivants du Code de l'eau
- la Société régionale d'Investissement de Wallonie (SRIW), société anonyme de droit public régie par la loi du 2 avril 1962 (M.B. du 18.04.1962)
- la Société régionale wallonne du Transport (SRWT), société de droit public régie par le décret du 21 décembre 1989 (M.B. du 08.03.1990) et les cinq sociétés d'exploitation des Transports en Commun (TEC) qu'elle chapeaute, constituées sous la forme d’associations de droit public
- la Société wallonne de Financement complémentaire des Infrastructures (SOFICO), société de droit public régie par le décret du 10 mars 1994 (M.B. du 01.04.1994)
- la Société wallonne de Financement et de Garantie des PME (SOWALFIN), société anonyme de droit public régie par le décret du 11 juillet 2002 (M.B. du 13.08.2002)
- la Société wallonne de Gestion et de Participations (SoGePa), société anonyme de droit public régie par la loi du 2 avril 1962 (M.B. du 18.04.1962)
- la Société wallonne des Aéroports (SOWAER), société anonyme de droit public régie par la loi du 2 avril 1962 (M.B. du 18.04.1962)
- la Société wallonne des Eaux (SWDE), association de droit public constituée sous la forme d'une société coopérative à responsabilité et régie par les articles 346 et suivants du Code de l'eau
- la Société wallonne du Crédit Social (SWCS), société anonyme de droit public régie par les articles 175/1 et suivants du Code du logement
- la Société wallonne du logement (SWL), société anonyme de droit public régie par les articles 86 et suivants du Code du logement

### En Communauté française
Les principaux organismes paracommunautaires qui dépendent fonctionnellement de la Communauté française sont (par ordre alphabétique) :
- l'Académie de Recherche et d'Enseignement supérieur (ARES), organisme d'intérêt public régi par le décret du 7 novembre 2013 (M.B. du 18.12.2013)
- le Centre hospitalier universitaire de Liège (CHU de Liège), établissement public régi par l'arrêté royal n° 542 du 31 mars 1987 (M.B. du 16.04.1987)
- le Conseil supérieur de l'audiovisuel (CSA), autorité administrative indépendante régie par le décret sur les services de médias audiovisuel, coordonné le 26 mars 2009 (M.B. du 24.07.2009)
- l'Entreprise publique des Technologies numériques de l’Information et de la Communication (ETNIC), organisme d'intérêt public régi par le décret du 27 mars 2002 (M.B. du 17 mai 2002)
- le Fonds écureuil, organisme d'intérêt public régi par le décret du 20 juin 2002 (M.B. du 19.07.2002)
- l'Institut de la Formation en cours de Carrière (IFC), organisme d'intérêt public régi par le décret du 11 juillet 2002 (M.B. du 31.08.2002)
- l'Office de la Naissance et de l'Enfance (ONE), organisme d'intérêt public régi par le décret du 17 juillet 2002 (M.B. du 02.08.2002)
- la R.T.B.F., entreprise publique autonome à caractère culturel régie par le décret du 14 juillet 1997 (M.B. du 28.08.1997)
- Wallonie-Bruxelles Enseignement (WBE), organisme d'intérêt public chargé de l'organisation des établissements d'enseignement du réseau propre à la Communauté française, régi par le décret spécial du 6 février 2019 (M.B. du 7 mars 2019)

Pour mettre en œuvre sa politique, la Communauté française dispose également d'organismes d'intérêt public qu'elle a créé conjointement avec d'autres pouvoirs publics. C'est le cas notamment de :
- l'École d'Administration Publique (EAP), organisme d'intérêt public commun à la Communauté française et à la Région wallonne régi par l'accord de coopération du 10 novembre 2011 (M.B. du 02.02.2012)
- Wallonie-Bruxelles International (WBI), organisme d'intérêt public commun à la Communauté française, à la Région wallonne et à la Commission communautaire française régi par l'accord de coopération du 20 mars 2008 (M.B. du 23.05.2008)

### En Communauté germanophone
La Communauté germanophone dispose de quatre organismes d'intérêt public. Ils sont tous régis par le décret du 25 mai 2009 relatif au règlement budgétaire de la Communauté germanophone (M.B. du 14.07.2009), qui fait office de législation-cadre. Il s'agit (par ordre alphabétique) :
- du Centre belge de radiodiffusion et de télévision de la Communauté germanophone (BRF - Belgische Rundfunk), créé par la loi du 18 février 1977 (M.B. du 02.03.1977)[16];
- de l'Institut pour la formation et la formation continue dans les Classes moyennes et les PME (IAWM - Institut für Aus- und Weiterbildung im Mittelstand und in kleinen und mittleren Unternehmen), créé par le décret du 16 décembre 1991 (M.B. du 20.02.1992) ;
- de l'Office de la Communauté germanophone pour les Personnes handicapées (DPB - Dienststelle der Deutschsprachigen Gemeinschaft für Personen mit einer Behinderung), créé par le décret du 19 juin 1990 (M.B. du 13.11.1990) ;
- de l'Office de l'Emploi de la Communauté germanophone (ADG - Arbeitsamt der Deutschsprachigen Gemeinschaft), créé par le décret du 17 janvier 2000 (M.B. du 24.03.2000).

## Distinction avec d'autres constructions juridiques proches

### Les services administratifs à gestion séparée
Les services à gestion séparée sont des services administratifs dont la gestion est séparée de celles de l'administration centrale, sans que la personnalité juridique ne leur soit accordée. À la différence des organismes d'intérêt public, ils sont donc juridiquement englobés dans la personnalité juridique de la collectivité publique dont ils dépendent même si, dans les faits, ils peuvent développer une identité visuelle propre.
C'est le cas par exemple :
- des établissements scientifiques fédéraux qui sont rattachés au SPF Politique scientifique (État fédéral)
- du Centre du cinéma qui est rattaché au Ministère de la Fédération Wallonie-Bruxelles (Communauté française)[18]
- de l'Agence wallonne de l'Air et du Climat qui est rattaché au Service Public de Wallonie (Région wallonne)[19]
- de l'Agence Fonds Social européen, service géré conjointement par la Communauté française, la Région wallonne et la Commission communautaire française et qui est rattaché au Ministère de la Fédération Wallonie-Bruxelles (Communauté française)[20]

### Les personnes morales de droit privé créées à l'initiative des pouvoirs publics
Pour mettre en œuvre leurs politiques, les pouvoirs publics peuvent également confier des missions de service public à des personnes morales de droit privé qu'ils créent seuls ou en association avec d'autres personnes publiques ou privées. À la différence des organismes d'intérêt public, leur création ne nécessite pas l'adoption d'une norme légale particulière et s'inscrit dans le cadre des législations de droit privé existante, telles que  le Code des sociétés et des associations. Ils ne sont pas assujettis à un régime de droit public, même s'ils restent généralement soumis à un contrôle indirect de l'autorité qui les a créés (notamment via la nomination de représentants au sein des organes de gestion).
C'est le cas par exemple :
- de l'ASBL VISITBRUSSELS, association qui rassemble les différentes autorités qui sont compétentes en matière de tourisme à Bruxelles[21]
- de l'Agence bruxelloise pour l'Entreprise (Impulse.Brussels), ASBL créée à l’initiative de la Région de Bruxelles-Capitale[22]
- de l'ASBL Charleroi danse, gérée conjointement par la Communauté française et la Ville de Charleroi[23]
- de l'Agence du Tourisme pour l'Est de la Belgique, fondation d'utilité publique créée à l'initiative de la Communauté germanophone et dont le conseil d'administration est composé de représentants des différentes autorités compétentes en matière de tourisme en Communauté germanophone[24]